# Yuanmingyuan (metropolitana di Pechino)
Yuanmingyuan (in cinese: 圆明园站S, Yuánmíngyuán zhànP; in italiano: Antico Palazzo d'Estate), indicata sulla segnaletica ufficiale anche con la dicitura inglese Yuanmingyuan Park, è una stazione della linea 4 della metropolitana di Pechino.
La stazione prende il nome dal vicino Antico Palazzo d'Estate (in cinese: 圆明园, Yuánmíngyuán), ed è entrata in funzione in concomitanza dell'inaugurazione della linea 4, avvenuta il 28 settembre 2009.

## Posizione
La stazione di Yuanmingyuan è situata lungo la West Qinghua Road, nel distretto di Haidian, vicino all'ingresso sud dell'Antico Palazzo d'Estate, con a nord il Tempio Zhengjue (正觉寺S, Zhèngjué sìP). La stazione collega anche l'Università di Pechino e l'Università Tsinghua che si trovano nelle vicinanze.

## Struttura e impianti
La stazione di Yuanmingyuan è strutturata su due livelli sotterranei, con banchine a isola sotterranee. Al primo piano sotterraneo si trova l'atrio di ingresso alla stazione, con i tornelli, la biglietteria e gli altri servizi a disposizione del pubblico, mentre il secondo piano sotterraneo è predisposto per la banchina. La stazione presenta tre ingressi, indicati con le lettere A, B e C. L'ingresso C è accessibile ai portatori di handicap mentre il B è quello più vicino all'Antico Palazzo d'Estate. Dall'ingresso C è possibile accedere all'atrio e ai binari grazie a un ascensore e, inoltre, le banchine sono collegate all'atrio da scale e scale mobili.
L'interno della stazione è decorato secondo uno stile che riflette il vicino Antico Palazzo d'Estate. I rilievi sulle colonne seguono la storia dell'Antico Palazzo d'Estate, come l'incendio e la distruzione del parco.

## Servizi
La stazione dispone di:
- Accessibilità per portatori di handicap (solo uscita C)
- Ascensori (solo uscita C)
- Scale mobili
- Emettitrice automatica biglietti
- Servizi igienici
- Sportello automatico
- Distributori automatici
- Stazione video sorvegliata
- Ufficio polizia

### Orari
Dal 30 dicembre 2010 la linea 4 condivide il percorso con la Linea Daxing; dalla stazione di Yuanmingyuan si operano i servizi come segue:
- Un servizio che copre l'intera tratta, da Anheqiao Nord, da dove inizia la Linea 4, fino a Tiangongyuan, capolinea della Linea Daxing.[10]
- Un servizio ridotto che copre l'intera Linea 4 al quale si aggiunge la fermata Xingong della Linea Daxing, la prima stazione della Linea Daxing, quindi offrendo corse da Anheqiao Nord a Xingong. I passeggeri che intendono proseguire verso sud devono scendere e cambiare binario in direzione Tiangongyuan.[11]

La prima corsa direzione Anheqiao Nord parte tutti i giorni alle 5:49 da Yuanmingyuan, mentre l'ultima alle 00:03. In direzione Tiangongyuan (linea Daxing), il primo treno opera alle ore 5:04 mentre l'ultimo alle 22:41. Inoltre, relativamente al servizio ridotto della linea, l'ultima corsa da Yuanmingyuan parte alle 22:54 e termina a Gongyi Xiqiao alle 23:39.

### Tariffazione
- Yuanmingyuan — Xingong (condiviso con la linea Daxing)
- Yuanmingyuan — Tiangongyuan (condiviso con la linea Daxing)
- Yuanmingyuan — Anheqiao Nord

Dalla stazione di Xiyuan la tariffazione parte da un prezzo di ¥3 (circa €0,40), a seconda della distanza di viaggio totale da percorrere, fino a un massimo di ¥7 (circa €1).

## Interscambi
Fermata autobus: vicino alla stazione della metropolitana di Yuanmingyuan è presente la fermata degli autobus Yuanmingyuan South Gate, situata vicino all'uscita B della metropolitana.